# Atle-klass
Atle-klassen är en typ av isbrytare som består av tre fartyg: Atle, Frej och Ymer. I Finland finns en liknande fartygsklass, Urho-klassen, som består av isbrytarna Urho och Sisu. Urho-klassen har samma skrov och utseende men de skiljer sig ändå en aning från Atle-klass. När den kom var Atle-klass en helt ny typ av isbrytare. Med högt monterad brygga med 360 graders sikt och helikopterplatta var den helt olik de tidigare isbrytarnas konstruktion. All bostadsinredning var inrymd i överbyggnaden, så att personalen skulle slippa bullret i skrovet när isbrytaren gick i is.

## Bakgrund
Fram tills början av 1970-talet fanns inte isbrytare starka nog för att kunna hålla hela Bottenviken öppen för sjötrafik under vintern. År 1971 kom förslaget till riksdagen att man skulle bygga en isbrytare med kapacitet att kunna bryta is i hela Bottenviken året runt. Förslaget gick igenom och riksdagen beslutade att man skulle få beställa en isbrytare till en kostnad av 60 miljoner kronor i 1970 års prisnivå (knappt 412 miljoner kronor i 2006 års penningvärde). Den 10 maj 1971 gick ordern till Wärtsilä i Helsingfors för leverans under 1974. När Atle sattes i tjänst under 1974 kunde man hålla alla hamnar upp till Umeå öppna för trafik året om, men för att hålla samtliga hamnar öppna skulle fler isbrytare behövas. I samband med planerna för Stålverk 80 beslutade riksdagen 1974 att två nya isbrytare krävdes för att uppfylla detta ändamål. Under tiden hade Finland beställt två isbrytare av klassen, i Finland kallad Urho-klassen. Dessa var Urho, som levererades 1975, och Sisu som levererades 1976.
År 1975 levererades Sveriges andra isbrytare i serien, Frej, och 1977 Ymer.

## Utformning

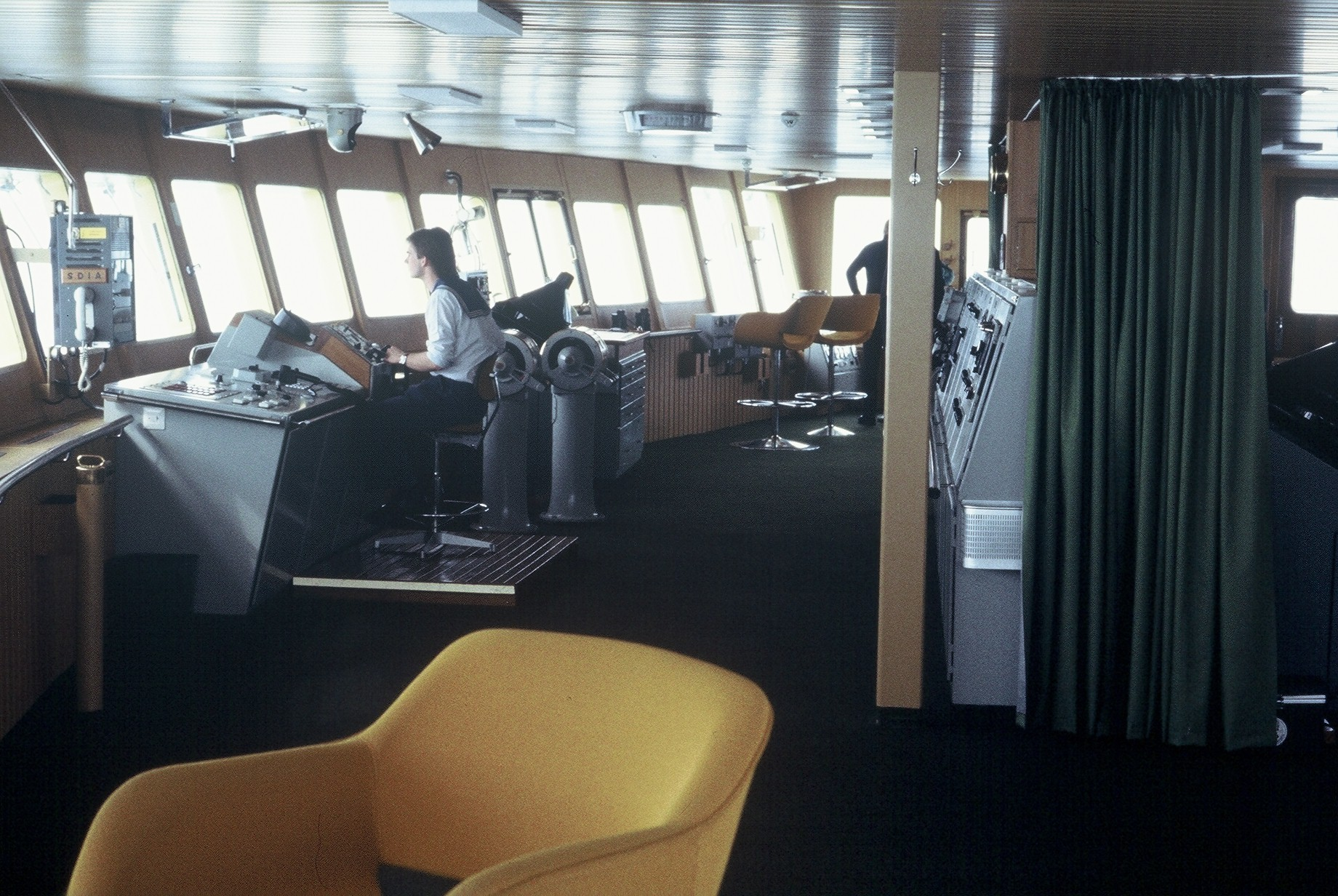
Manöverbryggan på Ymer år 1978.

Atle-klassen dimensionerades så att skrov och maskineri skulle möjliggöra för isbrytarna att, även under extrema isvintrar, kunna bryta all i Östersjön förekommande kärnis under kontinuerlig framfart.

### Skrov
Atle-klassen var den första isbrytartypen från Wärtsilä vars skrovutformning kunde optimeras med hjälp av modelltester. Tidigare kunde man bara använda sig av teoretiska beräkningar, men nu kunde man göra tester i fast is, isvallar och i rännor. Detta gjorde att Atle-klassen, trots sin bredd på 24 meter, har mindre ismotstånd än exempelvis Tor och Njord, som bara var 21 meter breda. I fören är skrovet hela 32 mm tjockt, midskepps 28 mm och i aktern 30 mm. Avstånden mellan spanten är 800 mm. När fartygen byggdes var de 47,3 meter höga från köl till toppen av masten, vilket innebar att höjden från vattenytan var hela 40 meter. Då Sandöbron i Ångermanälven har en segelfri höjd på 42 meter gav detta för små marginaler, varför man 1986 kapade masten vilket reducerade höjden till 38 meter.

### Maskineri

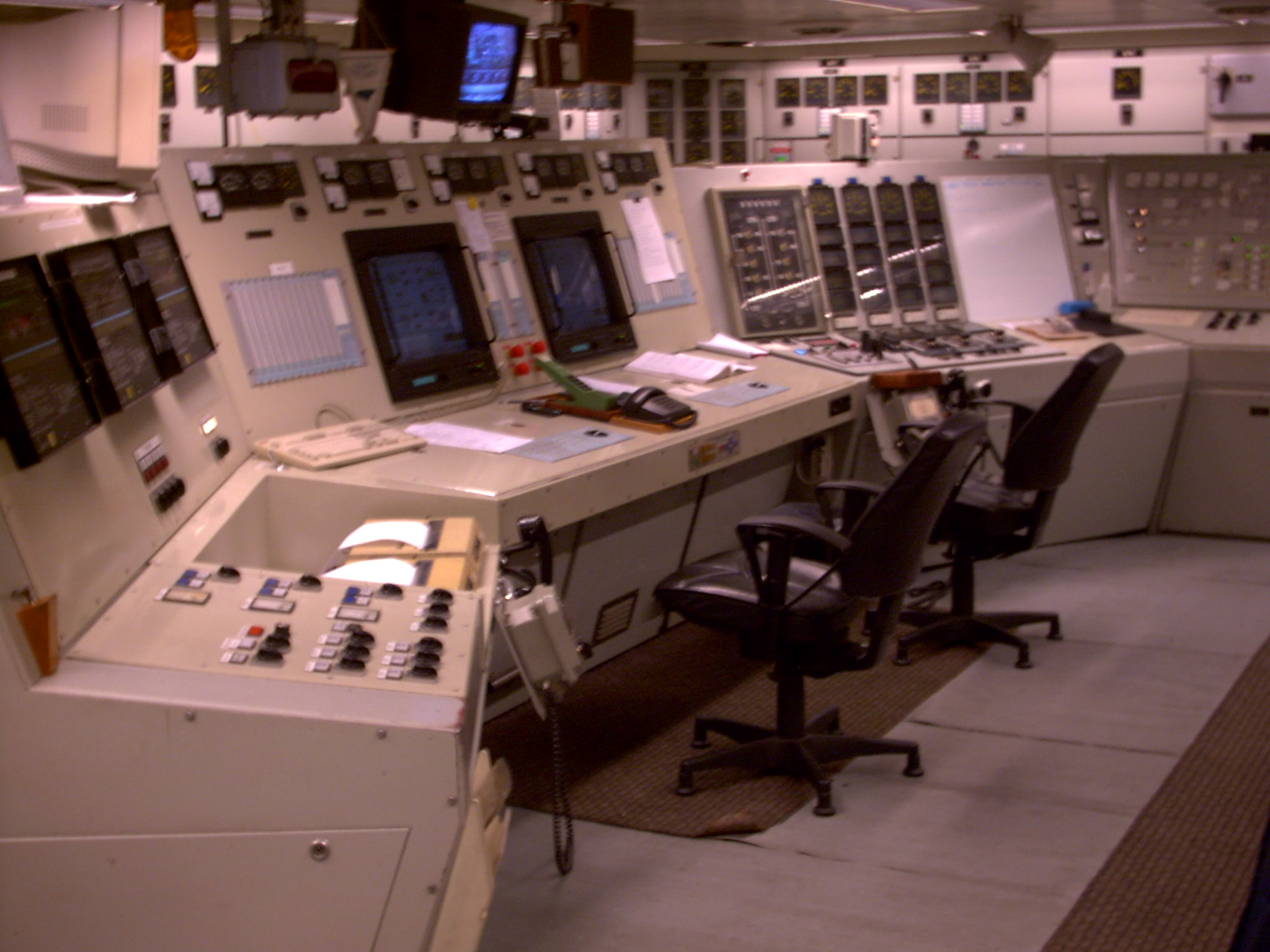
Maskinkontrollrummet på isbrytaren Ymer år 2004.

#### Framdrivningsmaskineri
Maskineriet är diesel-elektriskt, vilket innebär att man använder förbränningsmotorer kopplade till generatorer för att alstra ström, som sedan går till elektriska motorer som driver fartyget framåt. Maskinerna som driver generatorerna är fem stycken S.E.M.T Pielstick 12PC2.2 V-motorer. Var och en har 12 cylindrar och utvecklar vid 485 varv per minut 5 000 hästkrafter. Varje motor har två turbo-aggregat, vilket innebär totalt tio stycken på huvudmaskinerna. Strömmen genereras av tio stycken likströmsgeneratorer som är sammanbyggda två och två så det är två generatorer på varje huvudmaskin. I generatorerna uppkommer ett effektbortfall som gör att varje aggregat utvecklar 4 719 hästkrafter. Strömmen fördelas sedan mellan fören och aktern så de två akterliga propellermotorerna utvecklar 6 677 hästkrafter vardera, och de förliga 4 366 hkr vardera.
Mellan 1983 och 1984 konverterades fartygen i klassen så att de både kan köras på dieselolja och den billigare tjockoljan (som i så fall uppvärms till 80 °C).

#### Hjälpmaskineri
För hjälpmaskineri och fartygets egen förbrukning finns ett separat, dieseldrivet system med 4 stycken Wärtsilä-Vasa 624TS-motorer kopplade till varsin generator som levererar 3-fas växelström på 380 V. Dessutom finns en dieselmotor och generator avsedda för nöddrift och för att täcka elbehovet i hamn. De elektriska drivmotorerna är luftkylda, medan övriga motorer kyls av ett färskvattensystem kopplat till en havsvattenkyld värmeväxlare. Vattenklosettsystemet är anslutet till en biologisk reningsanläggning.

## Bemanningssystem

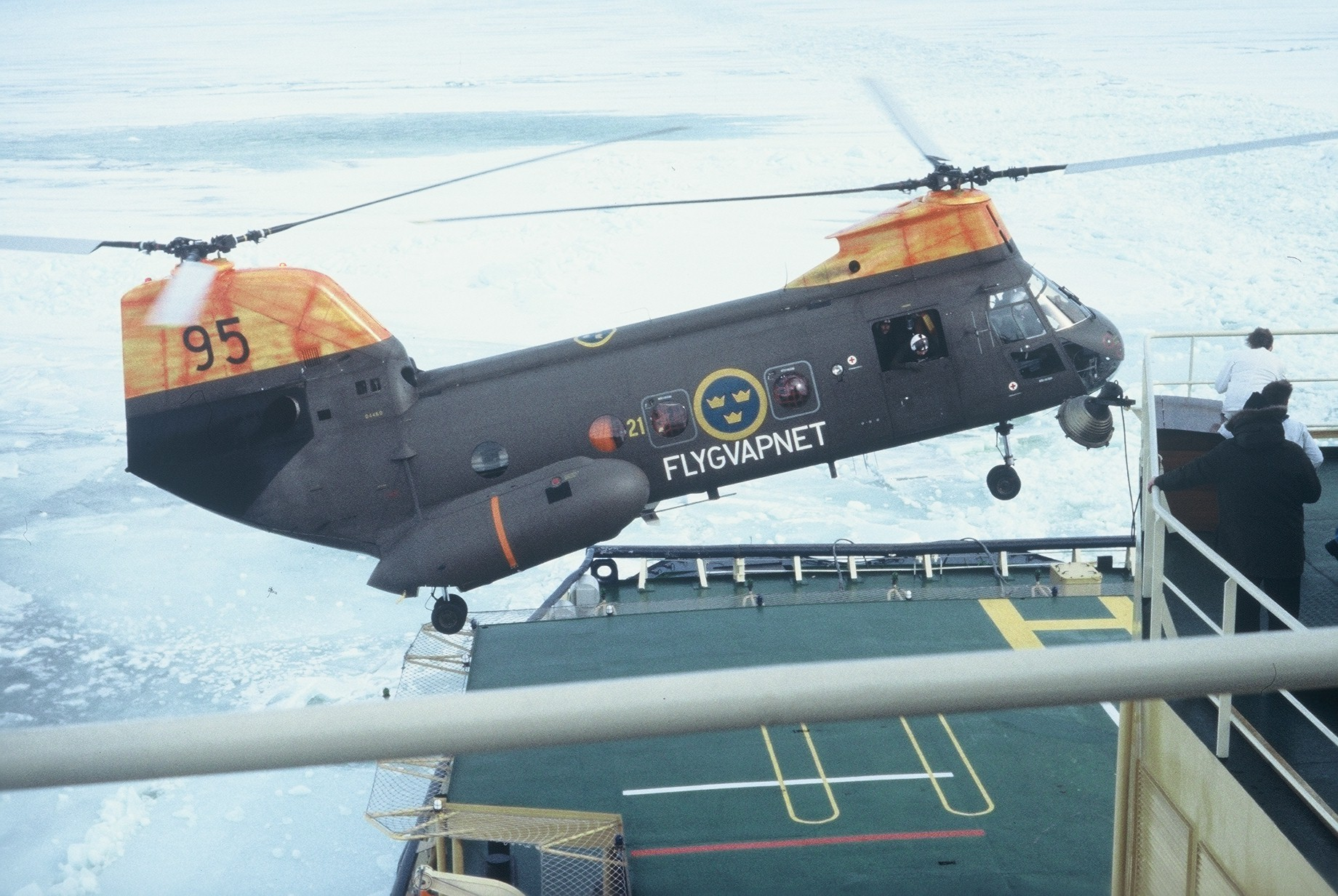
Vaktombyte på Ymer. En Hkp 4 landar för byte av vaktkvarter.

### Finska isbrytare
De finska isbrytarna av Atle-klassen som tillhörde finska Sjöfartsverket hade redan från början civil bemanning. Enligt VSB-avtalet med Sovjetunionen var den finska flottan begränsad till en numerär på 4 500 man och till ett tonnage på 10 000 ton, varför isbrytarna inte rymdes inom denna kvot.

### Svenska isbrytare
De svenska isbrytarna tillhörde svenska Sjöfartsverket, men ingick från början i svenska flottans krigsorganisation som hjälpminfartyg. De bemannades därför med flottans personal och hade till uppgift att producera besättningar även till andra hjälpfartyg. Under tiden som fartygen hade militär bemanning, var besättningen organiserad på fyra kvarter, varvid tre kvarter användes under isbrytning i fred, medan det fjärde kvarteret hade landpermission. För att isbrytarverksamheten inte skulle störas av vaktombyten, kunde dessa ibland utföras till sjöss med helikopter.
När invasionsförsvaret i slutet på 1990-talet ersatts av insatsförsvar infördes civil bemanning.